# IC 886
IC 886 ist eine elliptische Galaxie vom Hubble-Typ E0 im Sternbild Jungfrau auf der Ekliptik. Sie ist schätzungsweise 1 Milliarde Lichtjahre von der Milchstraße entfernt und hat einen Durchmesser von etwa 90.000 Lichtjahren.
Im selben Himmelsareal befindet sich u. a. die Galaxie NGC 5133.
Das Objekt wurde am 10. Juni 1893 vom französischen Astronomen Stéphane Javelle entdeckt.